# أندرو ماكديرموت
أندرو ماكديرموت (بالإنجليزية: Andrew McDermott)‏ هو مغني وفنان بريطاني، ولد في 26 يناير 1966 في نيوكاسل أبون تاين في المملكة المتحدة، وتوفي في 3 أغسطس 2011 بسبب قصور كلوي.

## وصلات خارجية
- أندرو ماكديرموت على موقع ميوزك برينز (الإنجليزية)
- أندرو ماكديرموت على موقع أول ميوزيك (الإنجليزية)
- أندرو ماكديرموت على موقع ديسكوغز (الإنجليزية)